# نحت الحجر الصلب

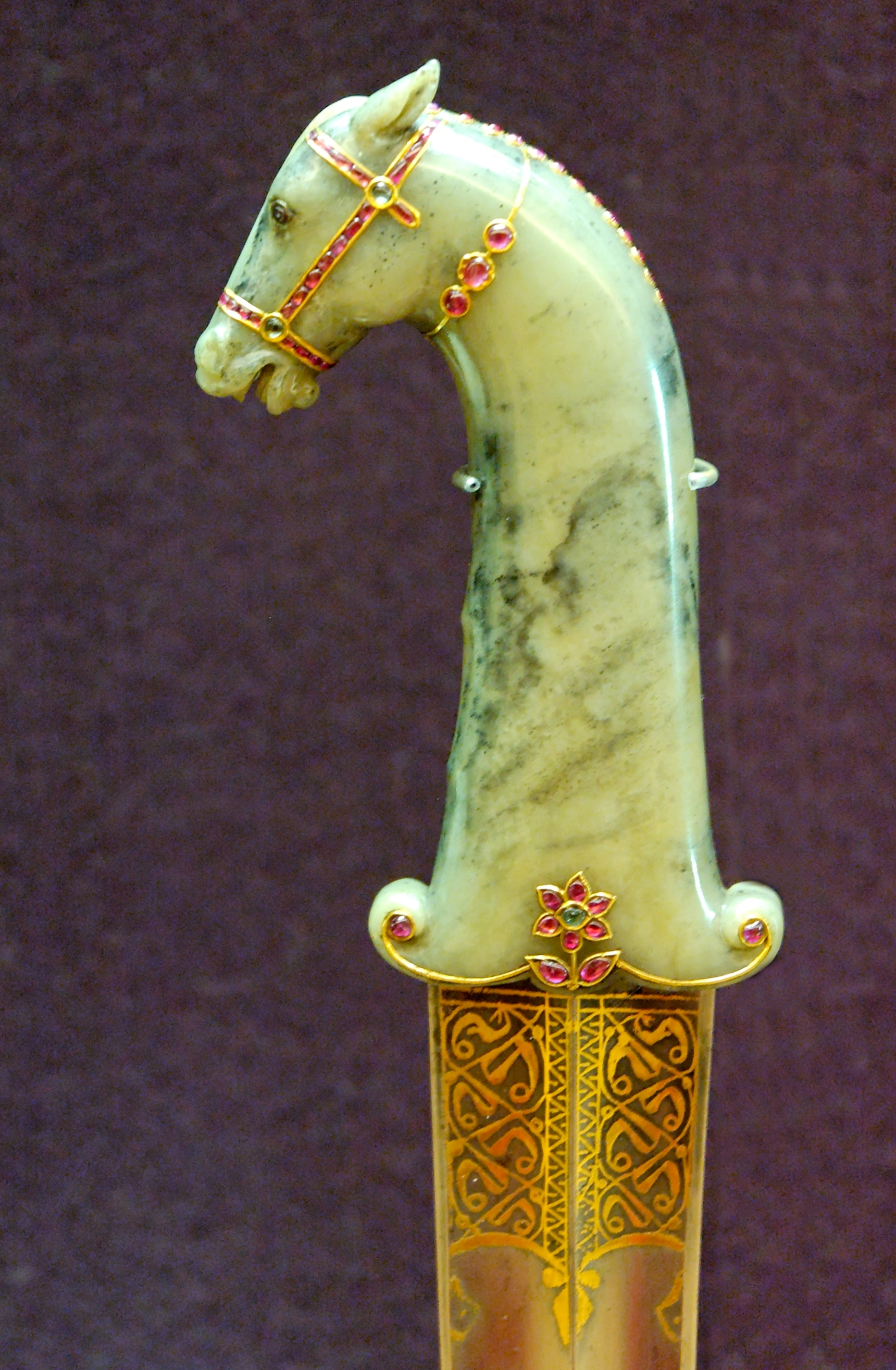
مقبض خنجر مغولي من حجر اليشب مُطعّم بالذهب والياقوت والزمرد.

النحت على الحجر الصلب هو مصطلح عام في تاريخ الفن وعلم الآثار يشير إلى النحت الفني غالبًا على أحجار شبه كريمة وأيضًا على الأحجار الكريمة مثل اليشب، والبلّور الصخري (الكوارتز النقي)، والعقيق والجزع والسربنتين والعقيق الأحمر، وغيرها من القطع التي تصنع على هذه الشاكلة. عادةً ما تكون القطع المنحوتة صغيرة، ويتداخل تصنيفها بين المجوهرات والمنحوتات. يُشار أحيانًا للمنحوتات الحجرية بالمصطلح الإيطالي «pietre dure»، الذي يعني «الأحجار الكريمة»،
منذ العصر الحجري الحديث وحتى القرن التاسع عشر الميلادي تقريبًا، حظيت المنحوتات الحجرية بتقدير عالٍ في العديد من الثقافات، واعتقدوا أن لها قوى خاصة أو دلالات دينية، أما اليوم يميل غير المتخصصين في تاريخ الفن إلى وضعه في منزلة تلي الفن الزخرفي أو إلى تصنيفه ضمن الفنون البسيطة. كان من بين المنحوتات التي حظيت بأهمية شعائرية أو دينية الجواهر التي نُحتت لاستخدامها كأختام، والمقابض، وبعض الأواني وقطع الزينة.

## معرض للصور

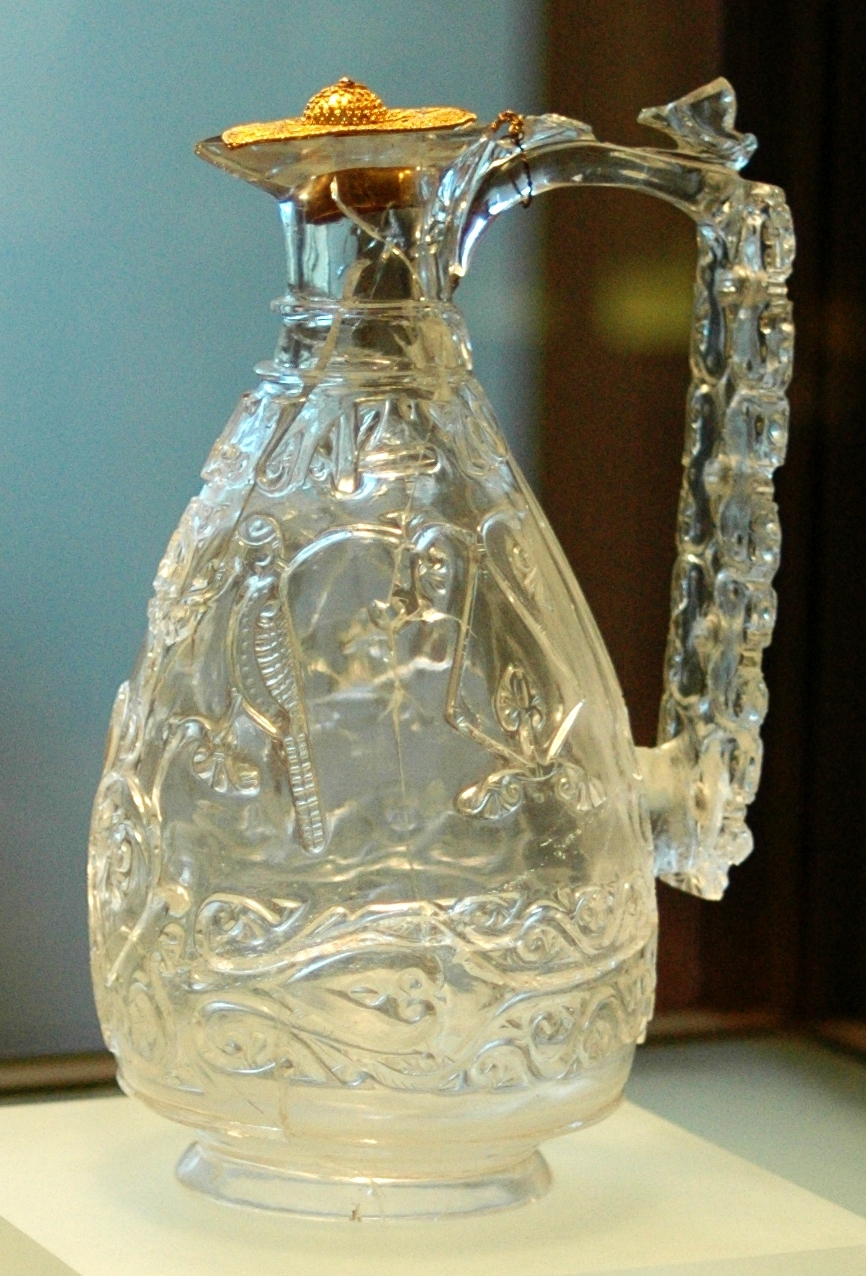
إبريق بلوري فاطمي منقوش صنع نحو سنة 1000 م، مع غطاء إيطالي الصنع.
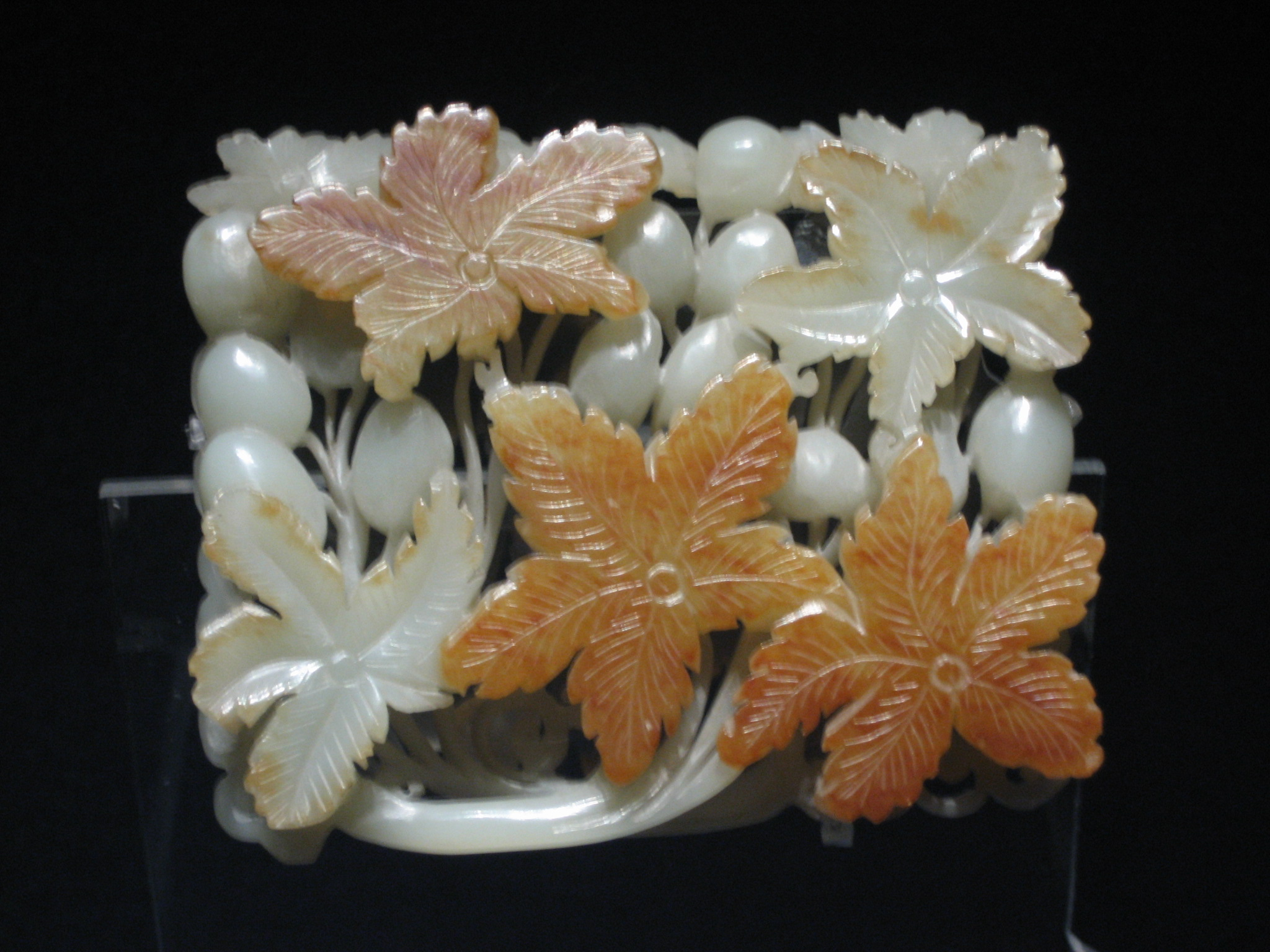
زينة صينية للشعر من اليشب ترجع إلى الفترة بين سنتي 1115–1234 م.
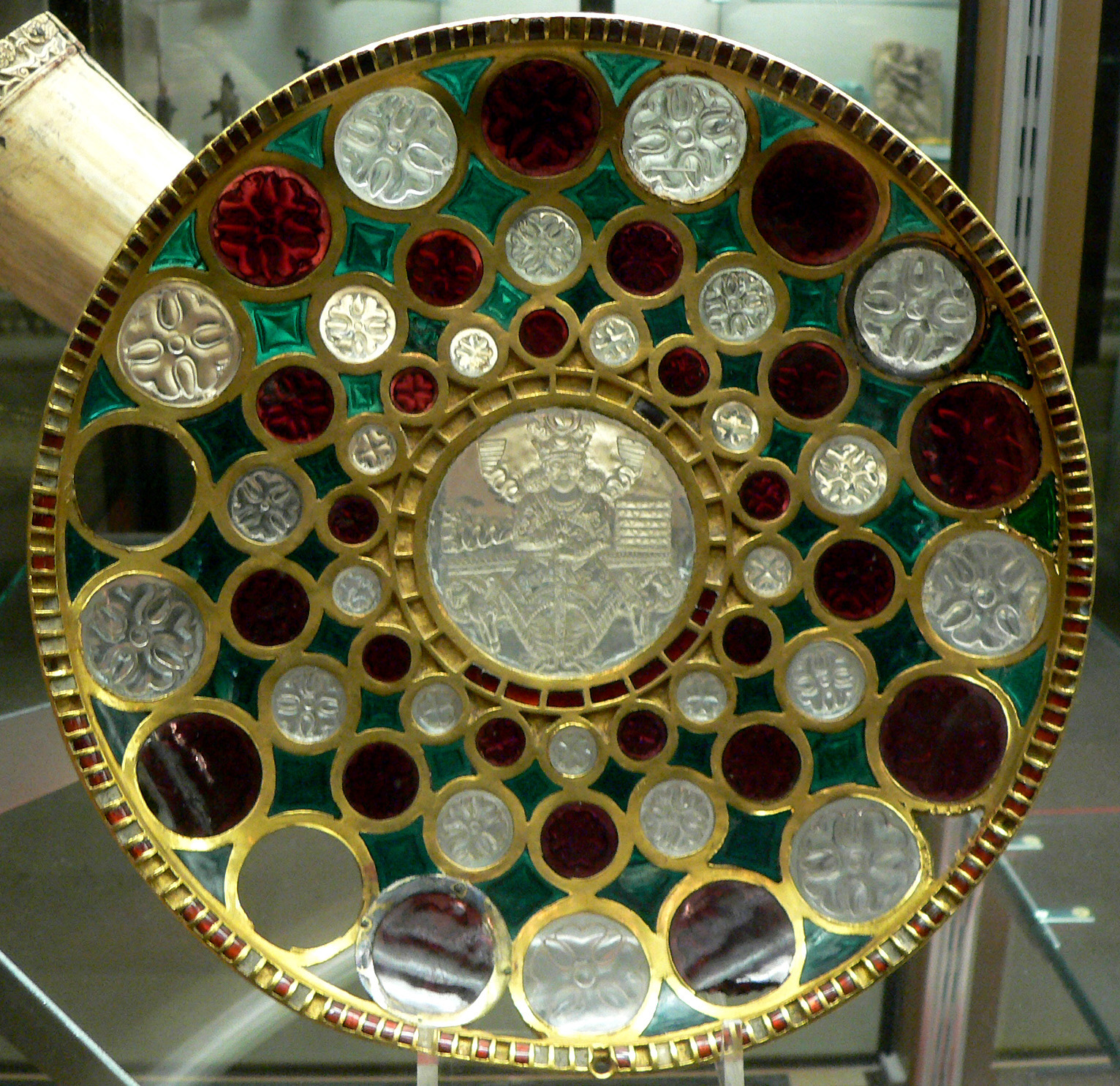
كوب ساساني مطعّم بالكوارتز والزجاج وأحجار أخرى
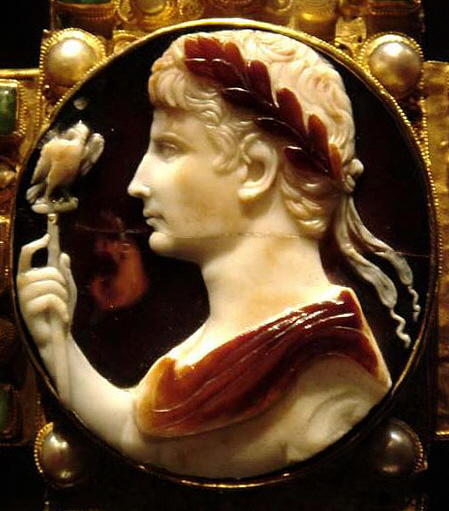
نقش روماني قديم لرأس الإمبراطور الروماني أغسطس

## وصلات خارجية
- Buckton, David, et al., The Treasury of San Marco Venice, 1984, Metropolitan Museum of Art, (fully available online or as PDF from the MMA)
- Art of the Royal Court: Treasures in Pietre Dure from the Palaces of Europe Exhibition at the متحف المتروبوليتان للفنون
- Fabergé in the British Royal Collection - 277 pieces; see in particular pages 3–7